# Tokmok
Tokmok (kirg. Токмок, ros. Токмак) – miasto w północnym Kirgistanie, nad rzeką Czu, na wschód od Biszkeku; ośrodek administracyjny obwodu czujskiego. Około 75 tys. mieszkańców; przemysł włókienniczy, spożywczy, materiałów budowlanych; muzeum.

## Urodzeni w Tokmoku
- Gülszara Dułatowa, kirgiska aktorka
- Athanasius Schneider, biskup rzymskokatolicki.